# Colson Whitehead

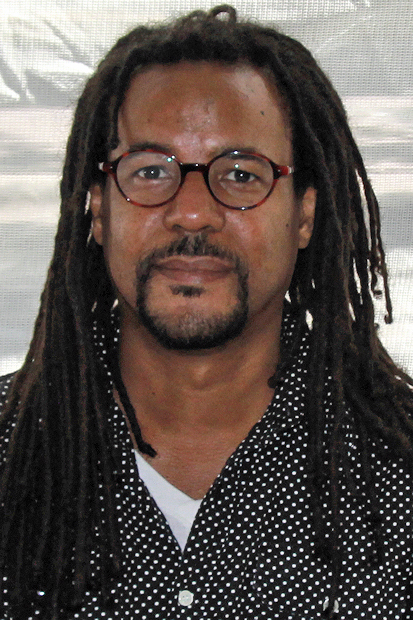
Colson Whitehead (2014)

Colson Whitehead (* 6. November 1969 in New York City) ist ein US-amerikanischer Schriftsteller. Er wurde für seinen Roman The Underground Railroad 2016 mit dem National Book Award und 2017 mit dem Pulitzer Prize for Fiction sowie der Andrew Carnegie Medal for Excellence in Fiction und dem Arthur C. Clarke Award ausgezeichnet; 2020 erhielt er für The Nickel Boys den Pulitzer Prize for Fiction erneut, was vor ihm in der mehr als 100-jährigen Geschichte des Preises erst bei drei Schriftstellern der Fall gewesen war; außerdem wurde der Roman 2020 mit dem Orwell Prize for Political Fiction ausgezeichnet.

## Leben
Whitehead wuchs in Manhattan in einer Familie der oberen Mittelschicht auf und besuchte die renommierte Trinity School. Anschließend studierte er an der Harvard University. Nach seinem Abschluss 1991 schrieb er zwei Jahre lang für The Village Voice. Er hat an der Princeton University, an der University of Houston, an der Columbia University, am Brooklyn College, am Hunter College und an der Wesleyan University unterrichtet und war Writer-in-Residence am Vassar College, der University of Richmond und der University of Wyoming.
Whitehead hat bislang sechs Romane, zahlreiche Essays und eine Meditation über das Leben in Manhattan im Stil von E.B. Whites berühmtem Essay Here Is New York veröffentlicht.
2020 wurde er in die American Academy of Arts and Letters gewählt. 2021 erhielt er die National Humanities Medal.
Whitehead ist verheiratet und Vater zweier Kinder.
Mit der Serie The Underground Railroad lief im Mai 2021 eine Verfilmung seines gleichnamigen Romans an.

## Rezeption
Die Zeitschrift Esquire kürte The Intuitionist zum besten Erstlingsroman des Jahres, und GQ nannte das Buch einen der „Romane des Millenniums“. John Updike rezensierte The Intuitionist für den New Yorker und nannte Whitehead „vor Geist sprühend“, „auffallend ursprünglich“ und fügte noch hinzu: „Der neue junge afroamerikanische Schriftsteller, den es zu beobachten gilt, könnte ein einunddreißig Jahre alter Harvard-Absolvent mit dem Namen Colson Whitehead sein.“
Whiteheads Sachliteratur, Essays und Rezensionen sind in zahlreichen Publikationen erschienen, darunter in der New York Times, Granta Books und Harper’s Magazine. Für The New Yorker verfasste er 2012 den Essay A Psychotronic Childhood über seine Liebe zu B-Movies. Er ist Pokerspieler, sein Buch über die 2011 World Series of Poker, The Noble Hustle - Poker, Beef Jerky & Death, erschien 2014.
Sein Roman The Underground Railroad war in der Auswahl von Oprah’s Book Club 2.0, wurde von Präsident Barack Obama als eines von fünf Büchern für seine Sommerferien-Leseliste ausgewählt.
„Analytisch präzise“ zeige der Roman Die Nickel Boys auf, „wie fatal Macht, Scham und Ohnmacht ineinander wirken“, bespricht die FAZ-Rezensentin das Buch über den grausamen, rassistischen Alltag in einem US-Jugendstrafheim namens Nickel.
Der österreichische Schriftsteller Karl-Markus Gauß urteilte, Whitehead sei ein Autor, „von dem man sich nur wundern kann, warum er überhaupt ins Deutsche übersetzt wird und sich sogar bedeutende Verlage im Kampf um die Lizenzen für seinen Mist ruinieren“. Auch die Schriftstellerin Elke Schmitter ließ im Spiegel kein „gutes Haar“ an ihm. Sandra Kegel hingegen schrieb über Whiteheads Roman Zone One: „Seine verdichtete Prosa funkelt poetisch wie ein dunkler Stern.“
Sein Roman Harlem Shuffle (2021) ist „Familiensaga, Soziographie und Ganovenstück, vor allem aber eine Liebeserklärung an New Yorks berühmtestes Viertel“. Die Hauptfigur, Ray Carney, ist erneut im Roman Die Regeln des Spiels (2023) vertreten.

## Werke
- The Intuitionist. Roman. 1999.
  - Die Fahrstuhlinspektorin. Übersetzung aus dem Amerikanischen von Henning Ahrens. Hoffmann und Campe, Hamburg 2000, ISBN 3-455-07892-3.
- John Henry Days. Roman. 2001.
  - John Henry Days. Übersetzung aus dem Amerikanischen von Nikolaus Stingl. Hanser, Wien 2004, ISBN 3-446-20469-5.
- The Colossus of New York. 2003.
  - Der Koloß von New York. Eine Stadt in dreizehn Teilen. Übersetzung aus dem Amerikanischen von Nikolaus Stingl. Hanser, Wien 2005, ISBN 3-446-20592-6.
- Apex Hides the Hurt. Roman. 2006.
  - Apex. Übersetzung aus dem Amerikanischen von Nikolaus Stingl. Hanser, Wien 2007, ISBN 978-3-446-20870-4.
- Sag Harbor. Roman. 2009.
  - Der letzte Sommer auf Long Island. Übersetzung aus dem Amerikanischen von Nikolaus Stingl. Hanser, München 2011, ISBN 978-3-446-23644-8.
- Zone One. Roman. 2011.
  - Zone One. Übersetzung aus dem Amerikanischen von Nikolaus Stingl. Hanser, München 2014, ISBN 978-3-446-24486-3.
- The Underground Railroad. Roman. Doubleday, New York City 2016, ISBN 978-0-385-54236-4.
  - Underground Railroad. Übersetzung aus dem Amerikanischen von Nikolaus Stingl. Hanser, München 2017, ISBN 978-3-446-25655-2.
- The Nickel Boys. Roman. Doubleday, New York City 2019.
  - Die Nickel Boys. Übersetzung aus dem Amerikanischen von Henning Ahrens. Hanser, München 2019, ISBN 978-3-446-26276-8.
- Harlem Shuffle. Roman, 2021.
  - Harlem Shuffle. Übersetzung aus dem Amerikanischen von Nikolaus Stingl, Hanser, München 2021, ISBN 978-3-446-27090-9.
- Crook Manifesto. A Novel. Doubleday, New York City 2023, ISBN 978-0-385-54773-4.
  - Die Regeln des Spiels. Übersetzung aus dem Englischen von Nikolaus Stingl, Hanser, München 2023, ISBN 978-3-446-27754-0.